# Карбонатитовый комплекс Сийлинъярви
Карбонатитовый комплекс Сийлинъярви — расположен в центральной части Финляндии, недалеко от города Куопио. Он назван в честь соседней деревни Сийлинъярви, расположенной примерно в 5 км к западу от южного продолжения комплекса. Сийлинъярви — второй по величине карбонатитовый комплекс в Финляндии после формации Сокли и одно из старейших месторождений карбонатита на Земле — 2610 ± 4 млн лет. Карбонатитовый комплекс состоит примерно из 16 круто простирающихся лентикулярных тел длиной около километра, окружённых гранитными гнейсами. Максимальная ширина тела составляет 1,5 км, площадь поверхности — 14,7 км2. Комплекс был обнаружен в 1950 году Геологической службой Финляндии с помощью местных сборщиков минералов. Разведочное бурение началось в 1958 году компанией фин. Lohjan Kalkkitehdas Oy. Typpi Oy продолжала бурение в период с 1964 по 1967 год, а Apatiitti Oy — с 1967 по 1968 год. После бурения были проведены лабораторные и опытно-промышленные работы. Рудник был открыт Kemira Oyj в 1979 году как открытый карьер. В 2007 году он был продан компании Yara.
Апатитовый рудник Сийлинъярви является крупнейшим открытым карьером в Финляндии. В настоящее время он состоит из двух карьеров; большой южный карьер Сяркиярви и меньший северный карьер Сааринен. Карьер Сяркиярви имеет глубину около 250 м, а высоту уступа — 28 м, карьер Сааринен находится около 5 км к северу от основного карьера Сяркиярви.
Общая мощность добычи в карьере составляет 600 тыс тонн в неделю, из них 450 тыс тонн из карьера Сяркиярви и 150 тыс тонн из карьера Сааринен. Почти все породы серии глиммерит-карбонатит являются рудными породами; фениты и сквозные диабазы являются отходами. Однако имеются некоторые поздние бедные апатит-карбонатные руды и некоторые блоки карбонатит-глиммерита с < 0,5 % P2O5 по массе. Причина, по которой эти апатиты бесплодны, неизвестна, но это может быть связано с метаморфизмом и течением жидкости.
Карьер Сийлинъярви является единственным действующим фосфорным рудником в Европейском Союзе. С 1979 года добыто более 400 млн тонн породы, из которых около 65 % приходится на руду. К 2016 году на карьере было произведено 24,7 млн тонн основного продукта — апатита. Запасы руды в январе 2016 года составили 205 млн тонн. Текущая добыча составляет примерно 11 млн тонн руды в год, в то время как средняя добыча на месте составляет 4,0 % P2O5 по массе. Примерно 85 % апатитового концентрата перерабатывается на месте в Сийлинъярви для производства фосфорной кислоты и удобрений, остальная часть концентрата используется на других заводах компании. Побочными продуктами являются слюдяные и кальцитовые концентраты. Апатитовый концентрат получают путём флотации в обогатительной фабрике рядом с карьером Сяркиярви. Затем концентрат перерабатывается в фосфорную кислоту с использованием серной кислоты. В настоящее время серная кислота добывается из пирита шахты Пюхясалми. 

## Окружающие скалы
Коренная порода Сийлинъярви — архейская, хотя граница между архейской и палеопротерозойской породами близка. Ближайшие палеопротерозойские породы относятся к чёрным сланцам области Северного Саво.
Глиммеритно-карбонатитовая интрузия в Сийлинъярви расположена в юго-восточной части Ийсалми, гранитно-гнейсовой местности. Группа пластов характеризуется двумя — самым молодым и самым древнейшим архейскими — событиями в Фенноскандийском щите: 2,6 млрд лет и почти 3,2 млрд лет по обнаруженным в гранулитах мезосомам. Сейсмические исследования показали, что толщина земной коры внутри Ийсалми сложена необычайно толстыми пластами, около 55–60 км. Толщина пластов обусловлена несколькими процессами, такими как наползание плит во время столкновений со свекофеннидами и постколлизионное подслаивание. На нынешнем уровне эрозии западная часть пластов в основном метаморфизуется в фации зелёных сланцев во время Свекофеннского орогенеза.
Доминирующим типом окружающих пород в районе Сийлинъярви является гранитный гнейс с различной текстурой и в некоторой степени минералогией. Основными минералами являются полевой шпат плагиоклаза, кварц, полевой шпат микроклина, биотит и роговая обманка. Окружающий гранит гнейс простирается примерно на 100 км к северу от Сийлинъярви. Карельские (2,0—1,9 млрд лет) осадочные горные породы встречаются на западе и северо-западе Сийлинъярви. Скалы сложены слюдяными сланоподобными гнейсами.
Габбры Лапинлахти и Сийлинъярви происходят из архейского карельского орогенеза. Мелкозернистый кварц-диорит, который проникает в окружающие гранитные гнейсы, расположен на северо-восточной стороне Сийлинъярви.

## Скальные типы комплекса
Пять различных пород характеризуют рудник Сиилинъярви: породы глиммерит-карбонатитового ряда, фениты, диабазовые преграды, тоналит-диориты и гнейсы. Апатит связан с глиммеритом-карбонатитами.
Обычно карбонатитовые комплексы содержат ядро из внедрённого карбонатита, который разрезает последовательность пород, богатых флогопитом. В Сийлинъярви, однако, глиммериты и карбонатиты хорошо смешаны и встречаются как субвертикальные по отношению к вертикальным слоистым почти чистым глиммеритам и почти чистым карбонатитам. Объём карбонатита больше в центре интрузии, а породы у краёв руды почти полностью мерцают.

### Рудоносные породы
Центральное рудное тело состоит из глиммеритов и карбонатитов. Богатые флогопитом рудоносные породы варьируются от почти чистого глиммерита до карбонат-глиммерита и силикокарбонатов. Карбонатиты, которые содержат более 50 % карбонатов, составляют лишь около 1,5 % основного проникновения. Эти карбонатитовые породы более распространены в центре интрузии и встречаются в виде тонких жил в глиммерите. Рудное тело также содержит сине-зелёные породы, которые составляют до 50 % модального рихтерита. Основными минералами рудных пород являются тетраферрифлогопит, кальцит, доломит, апатит и рихтерит. Циркон, магнетит, пирротин, халькопирит и пироксены встречаются в качестве дополнительных минералов. Апатит — это фторапатит, а количество CO2 варьируется.
Глиммерит — слоистая, зеленовато-чёрная, тёмная или красновато-коричневая порода (в зависимости от доминирующего слюдяного минерала), содержащая 0—15 % карбонатных минералов. Ориентированные породы мелкозернистые и среднезернистые и обычно порфиритовые. Матрица состоит из мелкозернистого афанитового флогопита, а порфировая структура представляет собой зернистые флогопитовые зёрна. Мелкозернистые глиммериты часто бывают более равносторонними. Минеральный состав глиммеритов составляет в среднем 82 % флогопита, 8 % апатита, 7 % амфиболов, 2 % кальцита и 1 % доломита. В некоторых районах содержание апатита настолько высоко, что порода называется апатитовой (не менее 25 % апатита). Апатит встречается в этих породах в виде гранул большого размера, а диаметр кристаллов может достигать нескольких дециметров. Акцессорные минералы глиммеритов включают ильменит, магнетит и пирохлор.
Карбонат-глиммериты — более светлые породы по сравнению с чистыми глиммеритами. Это очевидно из-за содержания карбоната (15—25 % карбонатных минералов), а также из-за более светло-красновато-коричневого цвета слюды. Они менее ориентированы, чем глиммериты, и более равномернозернистые. Размер зерна средний. Минеральный состав карбонат-глиммеритов в среднем составляет 64 % флогопита, 10 % апатита, 10 % кальцита, 9 % доломита и 7 % амфиболов.
Силикокарбонаты содержат 25—50 % карбонатных минералов и довольно светлые, оттенок зависит от цвета слюды. Текстура очень похожа на карбонат-глиммериты, за исключением областей, где карбонаты и слюды связаны и встречаются как их разновидности. Средний минеральный состав составляет 46 % флогопита, 22 % доломита, 19 % кальцита, 9 % апатита и 4 % амфиболов, хотя количество кальцита должно быть выше, чем у доломитов. Акцессорные минералы силикокарбонатов включают стронцианит, барит, циркон, ильменит и магнетит.
Карбонатитовые породы (более 50 % карбонатов) в Сийлинъярви имеют брекчиевание и в основном состоят из кальцита, доломита и апатита. Акцессорные минералы включают флогопит, ильменит и магнетит. Как правило, содержание доломитов в карбонатных породах довольно сильно варьируется. Содержание в основном очень низкое, и порода состоит в основном из кальцита, но в некоторых районах содержание доломита может достигать 50 %. Карбонаты Сийлинъярви представляют собой светло-серые, белые или слегка красноватые мелкозернистые или среднезернистые породы со средним размером зёрен около 0,9—1,2 мм. Эти породы обычно встречаются в виде вертикальных преград.

## Минералы недр Сийлинъярви
Наиболее распространёнными минералами недр Сийлинъярви являются слюды, карбонаты, апатиты и амфиболы. Средний состав руды Сийлинъярви составляет 65 % флогопита (включая тетраферрифлогопит), 19 % карбонатов (соотношение кальцит/доломит 4 к 1), 10 % апатита (эквивалентно 4 % P2O5 во всей породе), 5 % рихтерита и 1 % дополнительных минералов (в основном магнетит и циркон).

### Слюды
Наиболее распространённым слюдяным минералом в комплексе Сийлинъярви является тетраферрифлогопит, на долю которого приходится 65 % содержания. Некоторые глиммериты содержат более 90 % тетраферрифлогопита. Цвет минерала чёрный или зеленовато-чёрный, тёмно-коричневый или красновато-коричневый. Цвет зависит от вмещающей породы и интенсивности деформации породы. Красновато-коричневая слюда обычно встречается с карбонат-глиммеритами, а чёрная слюда встречается с глиммеритами. Флогопиты проявляют очень сильный обратный плеохроизм от красно-коричневого до розовато-жёлтого, что связано с высоким содержанием Fe3+. Флогопит Сийлинъярви продаётся как почвоулучшитель под торговым названием «Яра биотит» (англ. «Yara biotite»).
Флогопит встречается в виде рассеянных чешуек, табличных кристаллов и пластинчатых или слоистых агрегатов. Размер зерна слюд варьируется от пары микрометров до нескольких сантиметров, средний размер составляет 1—2 мм в диаметре. Флогопит превращается в коричневый биотит-флогопит в зонах сдвига, а в зонах наиболее интенсивного сдвига — в биотит и хлорит. Наиболее распространённым минералом включения в слюде является магнетит, но обычно включения редки. Некоторые включения циркона также встречаются.

### Карбонаты
Доломит Сийлинъярви желтоватый или коричневато-белый, трудно отличим от кальцита. Наиболее распространённой формой доломита являются округлые зёрна диаметром 0,2—0,4 мм. Доломиты также встречаются в виде крупных, почти эвгедральных зёрен диаметром 4—6 мм. Другими распространёнными текстурами являются мирмекит и растворённые ламеллы[уточнить] с кальцитом. Эвдонические зёрна встречаются только в карбонатитах. Микрозондовые исследования доломита Сийлинъярви показывают однородные составы с низким содержанием FeO, SrO и MnO.

### Апатиты
Апатит в Сийлинъярви в основном в виде фторапатита, но также можно найти карбонат-фторапатит. Рудоносные породы Сийлинъярви содержат примерно равное количество (около 10 %) от светло-зелёного до серого апатита. Количество фтора составляет около 2—4 % от массы апатита Сийлинъярви. Апатитовые шахты содержат довольно большое количество SrO, а иногда и CO2. Апатит встречается в сочетании со слюдой в скальных породах и с кальцитом, доломитом или слюдой в карбонатных породах. 
Обычно апатит встречается в виде округлых зёрен или в виде шестиугольных призматических кристаллов. Размер зерна варьируется от 10 мкм до нескольких дециметров в диаметре, поэтому отложение рассеяно. Обычно размер зёрен апатита больше в карбонатах и меньше в деформированных областях. Шестиугольные стержни и поперечные сечения редки в деформированных областях, где зёрна распадаются и ломаются. Включения в апатите более распространены в срезанных частях руды. Количество также больше в больших зёрнах по сравнению с более мелкими. Некоторые зёрна вообще не имеют включений. Наиболее распространёнными минералами включения являются карбонаты, в основном доломит. Тёмные зёрна появляются также в виде включений, но они редки.

### Амфиболы
Самым распространённым амфиболом в Сийлинъярви является сине-зелёный рихтерит, который составляет около 5 % от общего объёма интрузии и обычно менее 15 % глиммеритов. Наибольшее содержание амфиболов обнаружено в разрезанных частях рудных глиммеритов, где оно может достигать до 40—50 %. У некоторых карбонатитовых жил нет амфиболов вообще. Амфиболы Сийлинъярви обычно субгедральны, и типичный размер зерна составляет около 0,1 мм. Тем не менее, размер зерна варьируется довольно сильно, и крупные кристаллы диаметром несколько сантиметров не являются редкостью. Самые крупные найденные кристаллические скопления имеют длину до 30 см. Включения редки, а минералы включения чаще всего являются флогопитом и тёмными. Изменение минерала встречается редко. 

### Акцессорные минералы
Магнетит является наиболее распространённым вспомогательным минералом в рудных породах и обычно составляет менее 1 % всей руды; в основном встречается в глиммеритах. Сульфидные минералы, представленные в руде, представляют собой пирит, пирротин и меньшее количество халькопирита. Сульфиды могут локально встречаться в массивной форме, несмотря на их пропорциональную редкость.
Барит, стронцианит, монацит, пирохлор, циркон, бадделеит, рутил и ильменит были определены в Сийлинъярви как редкие акцессорные минералы. Барит может встречаться в виде сростков со стронцианитом в <50 мкм включениях в кальците. Монацит встречается в двух типах: субгедральные включения <50 мкм в кальците или апатите и немного бо́льшие субангедральные зёрна вдоль границ зёрен. Пирохлорит существует в виде включений в основном во флогопите, зёрна обычно имеют ширину 50—200 мкм. Циркон встречается в виде эвгедральных зёрен размером от 100 мкм до нескольких сантиметров в длину. Однако циркон является редким минералом в карбонатах из-за низкой активности кремнезёма в расплаве. Бадделеит встречается в виде включений в цирконе.

## Геологические структуры
Доминирующее направление опускания пластов находится в области Сяркиярви, — почти северо-восточное, 265—275°, слои опускаются почти вертикально (85—90°) по отношению к западу. Опускающиеся наслоения пластов также являются доминирующим направлением сдвига. Другая тенденция сдвига — с северо-запада на юго-восток, но она слабее. Это направление также является доминирующим направлением диабазов.
Сдвиг является общей характеристикой основной рудной массы Сийлинъярви и зоны контакта между горной породой страны и рудной массы. Есть также зоны контакта, которые показывают первичный магматический контакт. Палеопротерозойские диабазовые преграды пересекают зону сдвига. По крайней мере, две стадии деформации обнаруживаются в породах комплекса Сийлинъярви. Деформация, безусловно, имела место во время свекофеннского орогенеза, но могли иметь место и другие более ранние стадии деформации.